# Pardoglossum cheirifolium

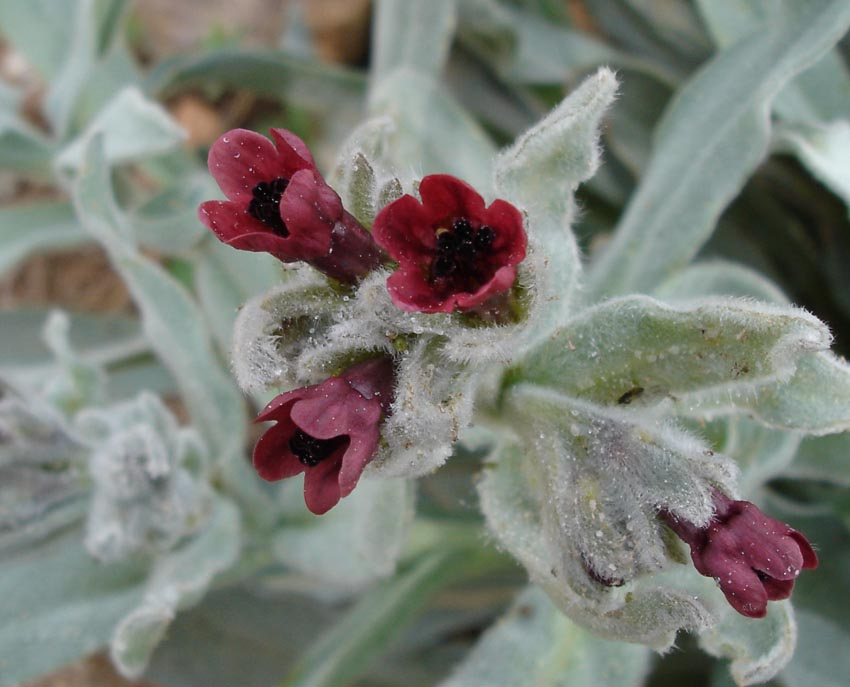
Flores.

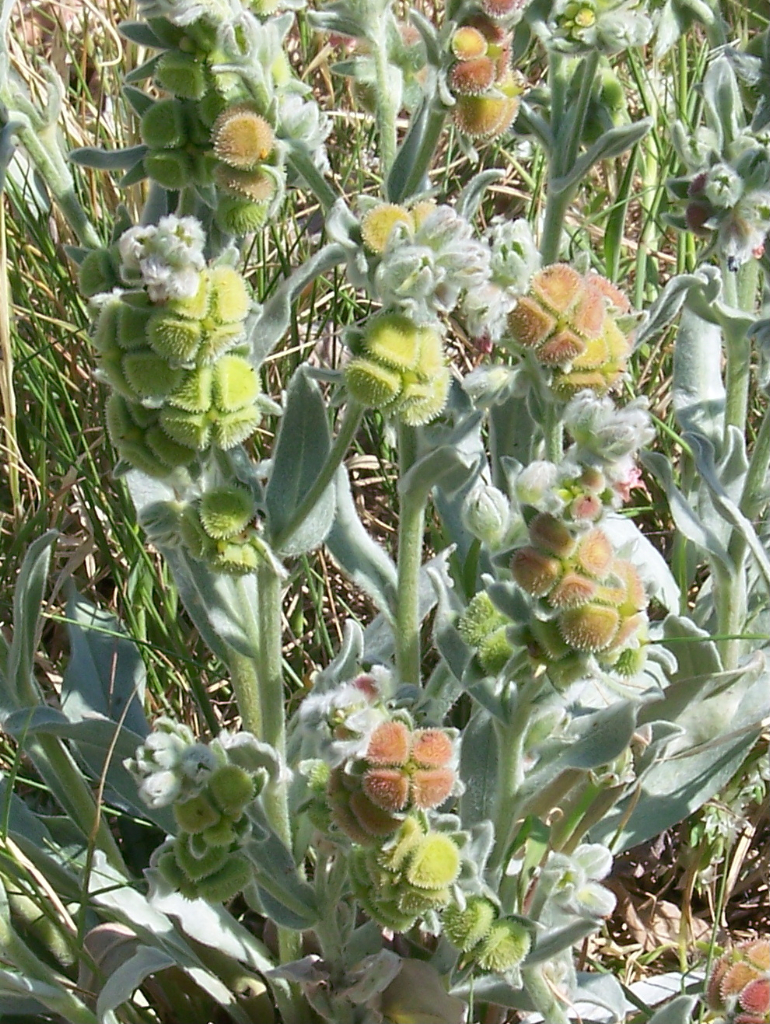
Fructificaciones.

Pardoglossum cheirifolium, la viniebla de hoja de alelí, es una especie de planta herbácea de la familia de las boragináceas.

## Descripción
Es una planta herbácea bienal, de 15-65cm de alto, generalmente cubierta de tomento blanquecino y de tallos simples o ramificados desde la base, hirsutos o tomentosos. Las hojas son densamente pelosas por ambas caras, las de la roseta basal de 20 por 2-3 cm, con pecíolo de unos 7 cm y limbo oblanceolado o elíptico, normalmente ausentes en la fructificación y las caulinares inferiores largamente pecioladas, con limbo de 1,5-2(3) cm de anchura, oblanceolado o elíptico mientras las medias y superiores, de 10 por 2cm, son oblanceoladas, oblongas u ovado-oblongas. La inflorescencia es ramificada, más pequeña que el tallo, con numerosas cimas. Las flores tienen las brácteas inferiores de cada cima similares a las hojas superiores, los pedicelos de 2-4 mm, erectos o erecto-patentes. El cáliz tienen 3,5-9 mm, con lóbulos ovados, densamente villosos en la cara externa y a veces también en la interna, mientras la corola, de 3-6,5mm de diámetro, infundibuliforme, rosada o roja, que vira a púrpura o un azul obscuro durante la antesis, tiene un tubo 3,5-6mm, cilíndrico, con 5 escamas obovadas cortamente ciliadas en la garganta y los lóbulos de 1,5-2mm, patentes, planos, glabros. El ovario tiene el estilo más corto que el tubo de la corola, y los frutos son tetranúculas  de 5-10 por 5,5-7,5mm, con la cara dorsal convexa, o comprimida y plana o cóncava, usualmente densamente tuberculada, rodeada por un margen engrosado de un color pardo obscuro.

## Citología
Número de cromosomas: 2n=24

## Hábitat
Planta ruderal de lugares abiertos, secos, ribazos, cunetas, repisas y pies de roquedo, etc.; desde 10 hasta 1500m de altitud.

## Distribución
Es nativo del Mediterráneo occidental. En España, distribuido por toda la península con una cierta concentración en Levante alicantino y las Islas Baleares, más dispersa hacia el noroeste.

## Taxonomía
El género fue descrito primero por Carlos Linneo como Cynoglossum cheirifolium y publicado en Species Plantarum, vol, 1, p. 134, 1753  y posteriormente incluido en el género Pardoglossum por Maurice Barbier & Mathez en Candollea, 28(2), p. 306, 1973.
Etimología
- Pardo: nombre genérico que deriva del idioma latín = "leopardo" y glossum = "lengua", refiriéndose al parecido de sus hojas con la lengua de un leopardo.
- cheirifolium: epíteto aludiendo a las hojas parecidas a las del aleli.

Sinonimia
- Anchusa lanata L.
- Cynoglossum argenteum Lam.
- Cynoglossum arundanum Coss.
- Cynoglossum cheirifolium L. - basiónimo
- Cynoglossum cheirifolium var. antiatlanticum Molero & J.M.Monts.
- Cynoglossum cheirifolium var. heterocarpum Kunze
- Cynoglossum clavatum Viv.
- Cynoglossum decipiens Lojac.
- Cynoglossum heterocarpum (Kunze) Willk.
- Cynoglossum lineatum Risso ex Ces., Pass. & Gibert
- Pardoglossum cheirifoliumvar. arundanum (Coss.) Mathez
- Pardoglossum cheirifolium subsp. heterocarpum (Kunze) Mathez
- Pardoglossum lanatum (L.) Barbier & Mathez[5]

## Nombres comunes
Castellano: carruchera, cinoglosa (2), lapilla, lengua de perro (5), lenguaza, oreja de liebre (3), viniebla (6), viniebla blanca, viniebla con hoja de alhelí, viniebla de hoja de alhelí, viniebla de hojas de alhelí. Entre paréntesis, la frecuencia registrada del vocablo en España